# Salter-Osteotomie

Hüftdysplasie rechts (im Bild links), steile Pfanne und fehlender Pfannenerker, mangelhaft ausgebildeter Femurkopf

Die Osteotomie nach Salter (innominate osteotomy) ist eine orthopädische Operation, mit der es gelingt, die Fehlposition zu steil stehender und zu stark nach vorn geöffneter Hüftpfannen zu korrigieren und damit den Femurkopf besser zu überdachen. Als nach seitlich und vorn schwenkende Methode gehört sie zur Kategorie der dreidimensional wirksamen Beckenosteotomien und somit zu den Standardverfahren in der Therapie der kongenitalen Hüftdysplasie.
Benannt ist sie nach Robert B. Salter (1924–2010), einem Kinderorthopäden in Toronto, der sie seit 1960 entwickelte und 1961 zum ersten Mal anwandte. Zu dieser Zeit wurde die Osteotomie noch ausschließlich in Verbindung mit einer offenen (operativen) Reposition des Femurkopfes eingesetzt. Heute ist dies eher der seltenste Fall. Die Methode hat Modifikationen erfahren.

## Anatomische Grundlagen

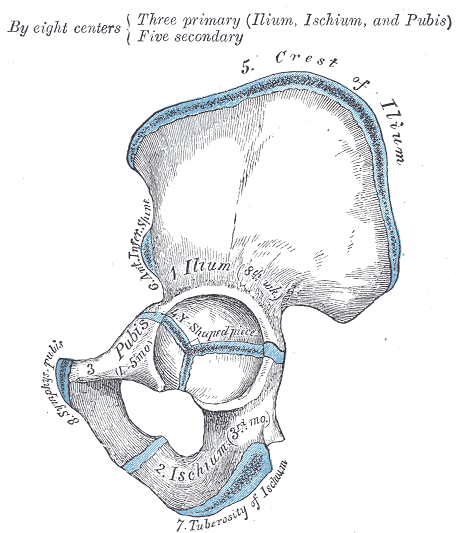
Y-Fuge (blau) im Acetabulum

Das Becken setzt sich aus drei Knochen zusammen, dem Darmbein, dem Schambein und dem Sitzbein. Während des Wachstums bleiben die Wachstumsfugen zwischen den drei Knochen offen. Sie sind nur bindegewebig, werden jedoch später durch Knorpelgewebe flexibel miteinander verbunden und verknöchern erst zum Ende des knöchernen Wachstums. Die drei Wachstumsfugen treffen sich im späteren Zentrum des Acetabulums und bilden dort die Y-Fuge.
Bei der Hüftdysplasie fehlt der Gelenkpfanne die seitliche (laterale) und vordere (ventrale) Überdachung (auch Pfannenerker genannt). Der Kopf des Oberschenkelknochens wird deshalb nicht korrekt überdacht und droht je nach Schweregrad der Dysplasie nach oben abzurutschen und zu luxieren (auszurenken).

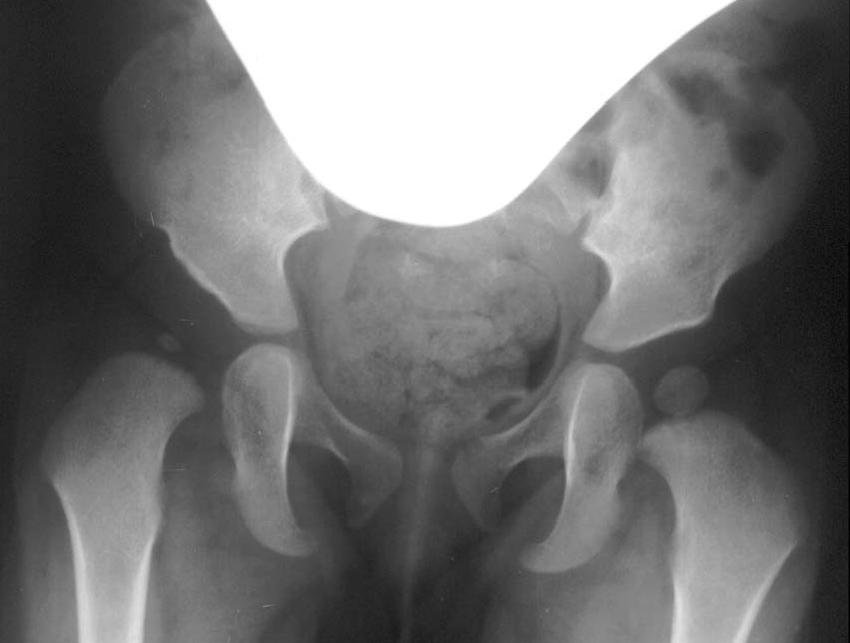
Röntgenaufnahme, ca. einjähriges Mädchen. Schwere Dysplasie des rechten Hüftgelenks (im Bild links). Das linke Hüftgelenk ist normal.

Die biomechanischen Auswirkungen der Hüftdysplasie betreffen sowohl die Hüftpfanne als auch den Femurkopf und den Schenkelhals. Der bei Belastung entstehende Druck vom Kopf auf die Pfanne hat bei einer gesunden Pfanne ausreichend Übertragungsfläche, die so genannte Belastungszone. Genau diese Fläche ist bei einer Hüftdysplasie vermindert. Dies führt zu einer Erhöhung des Belastungsdruckes. Das Resultat dieser Druckerhöhung ist bei nicht behandelten Dysplasien eine Hüftgelenksarthrose. Die mangelhafte Zentrierung des Kopfes führt außerdem im Wachstumsalter zu einer Steilstellung des Schenkelhalses und somit zu einer Coxa valga, was die Arthroseentstehung zusätzlich begünstigen kann.

## Indikationen und Kontraindikationen
Diese Operation wurde anfänglich ausschließlich für die Behandlung der Hüftdysplasie im Kindesalter konzipiert und wird dafür immer noch eingesetzt. Heute sind Hüft-Sonographien in der Vorsorgeuntersuchung U3 der Standard, und die meisten Hüftdysplasien können somit früh erkannt werden. Je nach Schweregrad der Dysplasie reichen konservative, also nicht-operative Maßnahmen, wie Spreizschienen oder Spreizgips. Schwere Dysplasien mit nicht reponierbarer Luxation des Gelenkes müssen auf jeden Fall operativ versorgt werden. Trotz aller Frühuntersuchung können nicht alle Dysplasien erkannt werden, und je später eine Hüftdysplasie diagnostiziert wird, desto eher muss sie operativ angegangen werden.
Weitere, zusätzliche Indikationen sind Überdachungsdefizite beim Morbus Perthes und sekundäre dysplastische Pfannenveränderungen, beispielsweise im Rahmen neurologischer Erkrankungen, wie der infantilen Cerebralparese. Die Salter-Technik hat sich bei der infantilen Cerebralparese vor allem in Verbindung mit einer intertrochantären Osteotomie bewährt. Beim Morbus Perthes führt der vergrößerte Femurkopf zu einer relativen Dysplasie, weil er von der natürlichen Pfanne nicht mehr gefasst werden kann. Durch das Überschwenken der Pfanne kann der Kopf wieder eingefasst werden und, wenn die Therapie frühzeitig angewandt wird, sogar noch geformt werden.
Die Salter-Osteotomie kann ab einem Alter von etwa 18 Monaten durchgeführt werden. Die Dauer der regelhaft vorher eingesetzten konservativen Maßnahmen erlaubt einen früheren Einsatz der Operation ohnehin nur sehr selten. Die Festigkeit des Knochens nimmt im Laufe des ersten Lebensjahres stark zu, was für die Durchführung der Osteotomie von Vorteil ist, daher sollte bis zu diesem Zeitpunkt abgewartet werden. Die Salter-Methode eignet sich für das Kindesalter, weil das Knochengewebe – gerade im Pfannendachbereich – noch nachgiebig und formbar ist.
Beim seltenen Krankheitsbild der azetabulären Retroversion, das durch eine zu starke Überdachung des Femurkopfs nach vorne gekennzeichnet ist, kann die Salter-Osteotomie nicht angewandt werden.

## Ziel der Salter-Osteotomie
Ziel der Salter-Osteotomie im Kindesalter ist es, wie auch bei den anderen Acetabuloplastiken, die Überdachung des Femurkopfs zu verbessern. Die Salter-Technik versucht das Acetabulum so einzustellen, dass Pfanne, Femurkopf und auch Schenkelhals möglichst anatomisch heranwachsen können. Im Jugend- und Erwachsenenalter wird angestrebt, dem Hüftgelenk eine normale Orientierung der Pfanne mit korrekter Überdachung des Femurkopfes zu geben, um einer späteren Arthrose vorzubeugen. Beim Morbus Perthes liegt die Zielsetzung im sogenannten „Containment“. Der Femurkopf soll durch seine Überdachung gefasst, rezentriert und – durch die Wachstumsstimulation – auch geformt werden.

## Die Technik
Unter Röntgenkontrolle wird das Darmbein auf einer Seite oberhalb der Hüftpfanne, also oberhalb des Pfannenerkers, horizontal durchtrennt. Das so frei gewordene, untere Fragment wird nun seitlich und nach vorne geschwenkt, wobei der Drehpunkt etwa im Bereich der Symphyse liegt. Wie weit geschwenkt wird, bemisst der Operateur sowohl in einer präoperativen Planung, als auch am intraoperativen Röntgenbild. Entsprechend dem so entstandenen Osteotomie-Spalt wird ein Knochenkeil zurechtgesägt, der anschließend in den Spalt eingeschlagen wird. Bei ausreichender Spannung hält der Knochenkeil bei jungen Kindern von selbst in seiner Position; ist das nicht der Fall, kann er mit einem Kirschnerdraht fixiert werden.

Salter-Osteotomie rechts. Schritt 1 – Osteotomie des Os ilium
Schritt 2 – Herunterklappen des Pfannenfragmentes zur Seite und nach vorne
Schritt 3 – Interposition des Knochenkeiles
Schritt 4 – Fixation mit Kirschner-Drähten, Gewindestäben oder Zugschrauben

Bei Kindern bis zum 6. Lebensjahr wird nach der Operation, noch in Narkose, ein Beckenbeingips angelegt, der für zirka 6 Wochen belassen wird. Bei der gipsfreien Nachbehandlung größerer Kinder kann noch während des stationären Aufenthaltes mit der Mobilisierung begonnen werden.

## Knochenkeil
Bei sehr kleinen Kindern ist es nur schwer möglich, Eigenknochen, im Sinne der Autologen (Knochen-)Transplantation, zu verwenden. Bei gleichzeitiger intertrochantärer (zwischen den Knochenvorsprüngen am Oberschenkelknochen) Umstellung kann versucht werden, den abfallenden Korrekturkeil zu verwenden. In den meisten Fällen ist dieser jedoch zu klein.
Heute werden vorwiegend Spenderknochen aus hauseigenen Knochenbanken oder von verschiedenen Herstellern benutzt. Es handelt sich hierbei meistens um Oberschenkelköpfe, die bei Endoprothesenoperationen entnommen und bei sonst gesunden Patienten und vorliegender Einverständniserklärung gespendet werden. Die Spenderknochen werden in zertifizierten Thermodesinfektionsgeräten desinfiziert und entproteinisiert. Anschließend werden sie in sterilen Gefäßen bei mindestens −20 °C kryokonserviert. Alternativ dazu ist es möglich, Spenderknochen im Autoklaven, unter Einwirkung von gespanntem Wasserdampf zu sterilisieren. Auch andere Sterilisationsverfahren, zum Beispiel durch Gammastrahlung, werden bei der industriellen Knochenaufbereitung angewendet.
Alle Aufbereitungs- und Desinfektions-/Sterilisationsverfahren sowie die Lagerung der Spenderknochen (Tiefkühlung) sind aufwändig und unterliegen strengen Auflagen der Bundesärztekammer, des Medizinproduktegesetzes (MPG) und des Robert Koch-Instituts.

## Komplikationen
Wie bei jeder Operation kann es zu Gefäß- und Nervenverletzungen kommen. Der einfache und sichere Zugang und die kurze OP-Dauer halten den Blutverlust jedoch gering. Postoperativ kann es zu Wundheilungsstörungen und Wundinfektionen kommen.
Intraoperative Verletzungen von Organen oder größeren Blutgefäßen werden in der Literatur nicht beschrieben. Verletzungen oder Reizungen des Ischias- oder Femoralnervs oder des Nervus cutaneus femoris lateralis (sensibler Leisten-Oberschenkelnerv) können vorkommen, sind jedoch zumeist nicht von Dauer (reversibel). Ein Sinterungsbruch des Knochenkeils kann eine erneute Operation notwendig machen. Ebenso kann es passieren, dass der Knochenkeil nicht fest genug verankert wurde und er sich postoperativ aus dem Osteotomiespalt löst, was meistens zur Auflösung (Osteolyse) des Keils führt. Durch den beim kleinen Kind notwendigen postoperativen Beckenbeingips kann es zu Druckschäden oder Nervenreizungen kommen.

## Alternativen
Die Salter-Osteotomie im Kindesalter ist insgesamt eine komplikationsarme Technik mit einfacher Anwendbarkeit. Die Acetabuloplastik nach Pemberton oder nach Dega, ebenso wie weitere Modifikationen, bieten ähnlich gute Möglichkeiten zur Frühtherapie von gelenkdeformierenden Erkrankungen der Hüfte beim Kind. Für Erwachsene hat sich die Triple-Osteotomie nach Tönnis und Kalchschmidt durchgesetzt. Sie ist sehr schwierig und wird nur von wenigen „Praktikern“ beherrscht.

## Geschichte
Die Geschichte der operativen Therapie bei Pfannenfehlstellungen beginnt Ende des 19. Jahrhunderts. 1891 versuchte F. König in Berlin erstmals, eine Periost-Knochenschuppe des seitlichen Hüftpfannenerkers herunterzuklappen. Albee (1915) und Jones (1920) verwendeten dieses Konzept und entwickelten daraus die Grundform der heutigen Acetabuloplastik. Sie lagerten Knochenspäne aus dem Schienbein in den Osteotomiespalt ein. Eine Methode, die sich nicht halten konnte, erprobte Spitzy 1924. Er fixierte Knochenspäne (ebenfalls aus dem Schienbein) am dysplastischen Pfannenrand. Sie sollten im Laufe des Wachstums einen neuen Pfannenerker bilden.
Salter entwickelte seine Operationstechnik in den Jahren 1958 bis 1961 als Modifikation der bereits bestehenden Techniken der einfachen Beckenosteotomie. Er nannte die Technik „Innominate Osteotomy“ (unbenannte Knochendurchtrennung). Die Technik war revolutionär, da alle anderen Verfahren bislang gelenksnah osteotomierten. Salter wollte vor allem eine einfache und möglichst ungefährliche Vorgehensweise etablieren.
Die Salter-Technik in Original und Modifikationen wurde und wird weltweit und sehr häufig mit großem Erfolg angewandt. Im Kindesalter wurden alternativ verschiedene Formen der Acetabuloplastik propagiert. Für dysplastische Hüftgelenke des Jugend- und Erwachsenenalters wurden in den letzten Jahrzehnten weitere Formen der Beckenosteotomie entwickelt. Das Grundprinzip aller Beckenosteotomien bleibt hingegen immer gleich: Die Position der dysplastischen Hüftpfanne soll so korrigiert werden, dass das Hüftgelenk zentriert ist und annähernd normal beansprucht werden kann. Die Patienten sollen hierdurch schmerzfrei werden und die zu erwartende Arthrose erst im späten Lebensalter erleiden müssen.